# Cymothoa exigua
Cymothoa exigua ou peixe-comedor-de-língua, é um crustáceo parasita da família Cymothoidae. Esse parasita entra no corpo de peixes pelas brânquias e então se agarra à base da língua do animal. A fêmea se agarra à língua e o macho às guelras, logo atrás da fêmea. As fêmeas têm de 8 a 29 mm de comprimento e de 4 a 14 mm de largura máxima. Os machos têm de 7,5 a 15 mm de comprimento e de 3 a 7 mm de largura. O parasita destrói a língua do peixe e então se liga à base do que era antes a língua e, assim, se torna a nova língua do peixe.
O peixe conhecido como Cymothoa exigua é um parasita isópode que se destaca por seu comportamento único e intrigante. Ele entra pela boca de determinadas espécies de peixes e se fixa na língua do hospedeiro, alimentando-se do sangue dessa região. Com o tempo, a língua do peixe atrofia devido à falta de circulação sanguínea, e o parasita assume a função da língua, permanecendo no lugar dela. Embora essa relação parasitária não leve necessariamente à morte do peixe, ela pode comprometer sua alimentação e, por consequência, sua saúde. Este fenômeno ocorre principalmente em águas tropicais e subtropicais.

## Comportamento

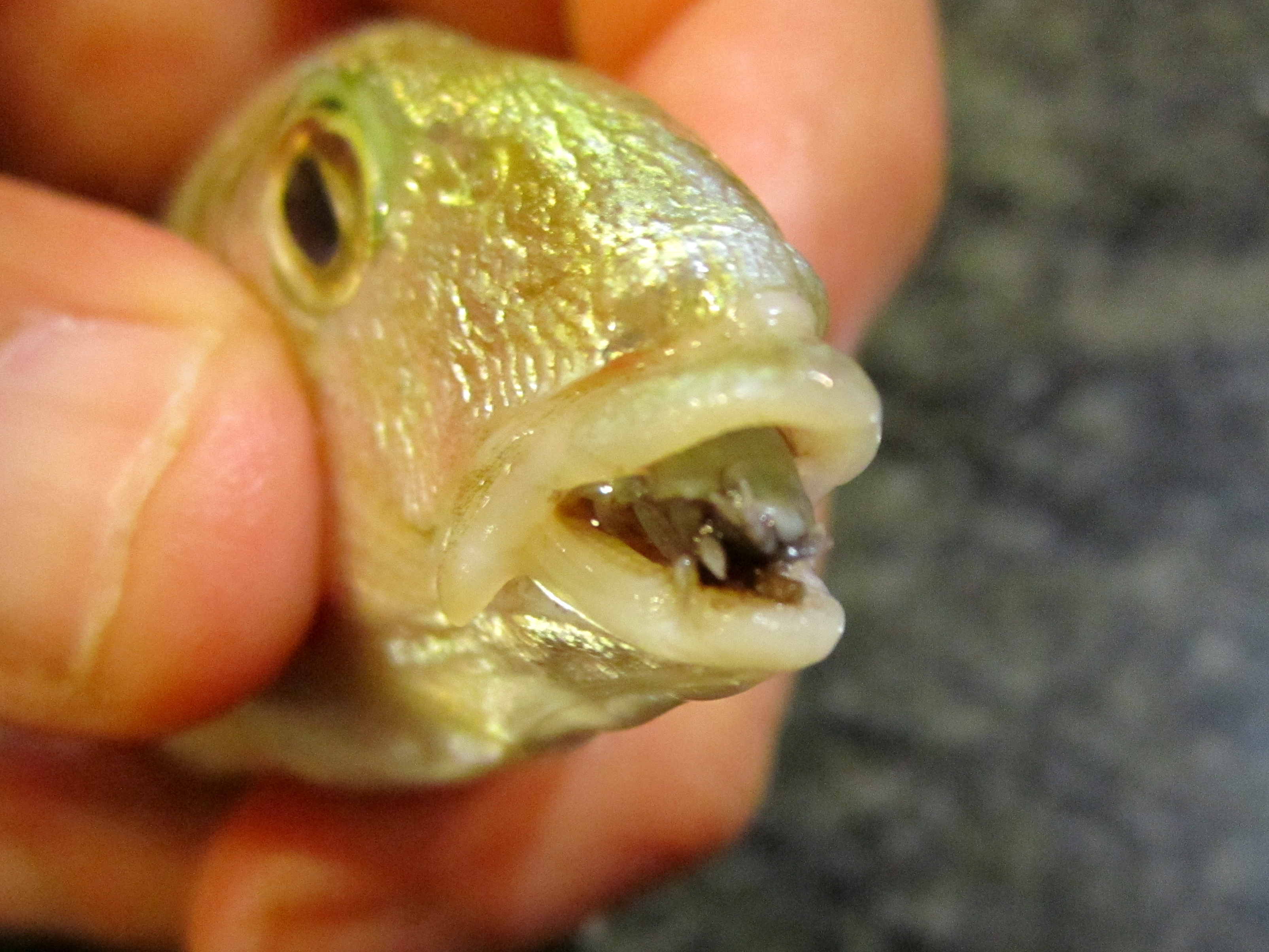
Cymothoa exigua parasitando um peixe

O Cymothoa exigua extrai sangue utilizando as garras que tem na frente do corpo, causando atrofia na língua do peixe por falta de sangue. O parasita então substitui a língua se ligando aos músculos da base da língua. O peixe é capaz de usar o parasita como uma língua normal e, aparentemente, o parasita não causa nenhum outro mal ao peixe hospedeiro, mas Lanzing e O'Connor reportaram (1975) que peixes infestados com dois ou mais parasitas estão normalmente abaixo do peso.
Uma vez que o C. exigua substitui a língua do peixe, alguns se alimentam do sangue do hospedeiro e outros do muco do peixe. É o único caso conhecido de um parasita que substitui funcionalmente um órgão do hospedeiro. Quando o peixe hospedeiro morre, o parasita se desliga da língua depois de algum tempo, deixa a cavidade bucal do peixe e pode ser visto subindo externamente para a sua cabeça ou corpo. Não se sabe o que acontece com o parasita depois disso.
Existem muitas espécies de Cymothoa, mas o C. exigua é o único caso conhecido por consumir e substituir a língua do hospedeiro.

## Distribuição

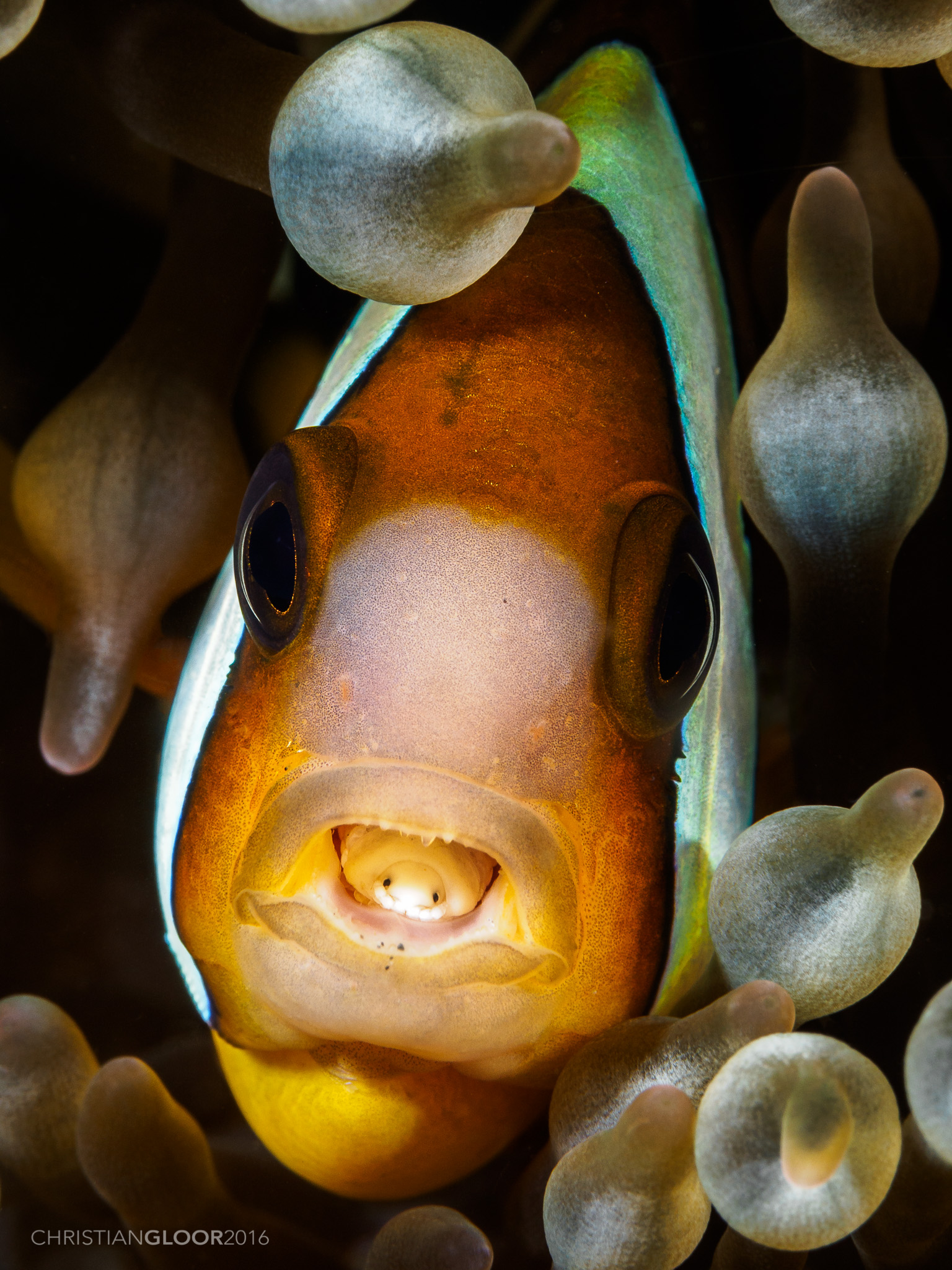
O "C. exigua" substituindo a língua de um peixe palhaço

O Cymothoa exigua é bastante comum. Pode ser encontrado desde o sul do Golfo da Califórnia até o norte do Golfo de Guayaquil, Equador, assim como em partes do Oceano Atlântico. Existem casos de exemplares da espécie encontrados de 2 até 60 metros de profundidade no mar. Esse isópode é conhecido por parasitar oito espécies em 2 ordens e 4 famílias de peixes.
Em 2005, uma cioba vermelha (red snapper) hospedeira do que poderia ser Cymothoa exigua foi descoberta no Reino Unido. Como ele é normalmente encontrado na costa da Califórnia, isso levantou a hipótese de que a área de ação do parasita estaria aumentando. Entretanto, pode ser que o parasita tenha viajado do Golfo da Califórnia na boca do peixe e sua aparição do Reino Unido seja um evento isolado.

## Reprodução
Não se sabe muito sobre o ciclo de vida do C. exigua. Ele apresenta reprodução sexuada. É provável que o jovem primeiro se ligue às brânquias de um peixe e se transforme em macho. À medida que amadurecem, eles se tornam fêmeas, com o acasalamento provavelmente acontecendo nas brânquias. Se não houver uma fêmea presente, mas um par de machos, um dos machos pode se transformar em fêmea quando ele tiver crescido até 10 mm de comprimento. A fêmea então se dirige à boca do peixe, onde utiliza suas garras dianteiras para agarrar a língua do peixe.

## Influência nos seres humanos

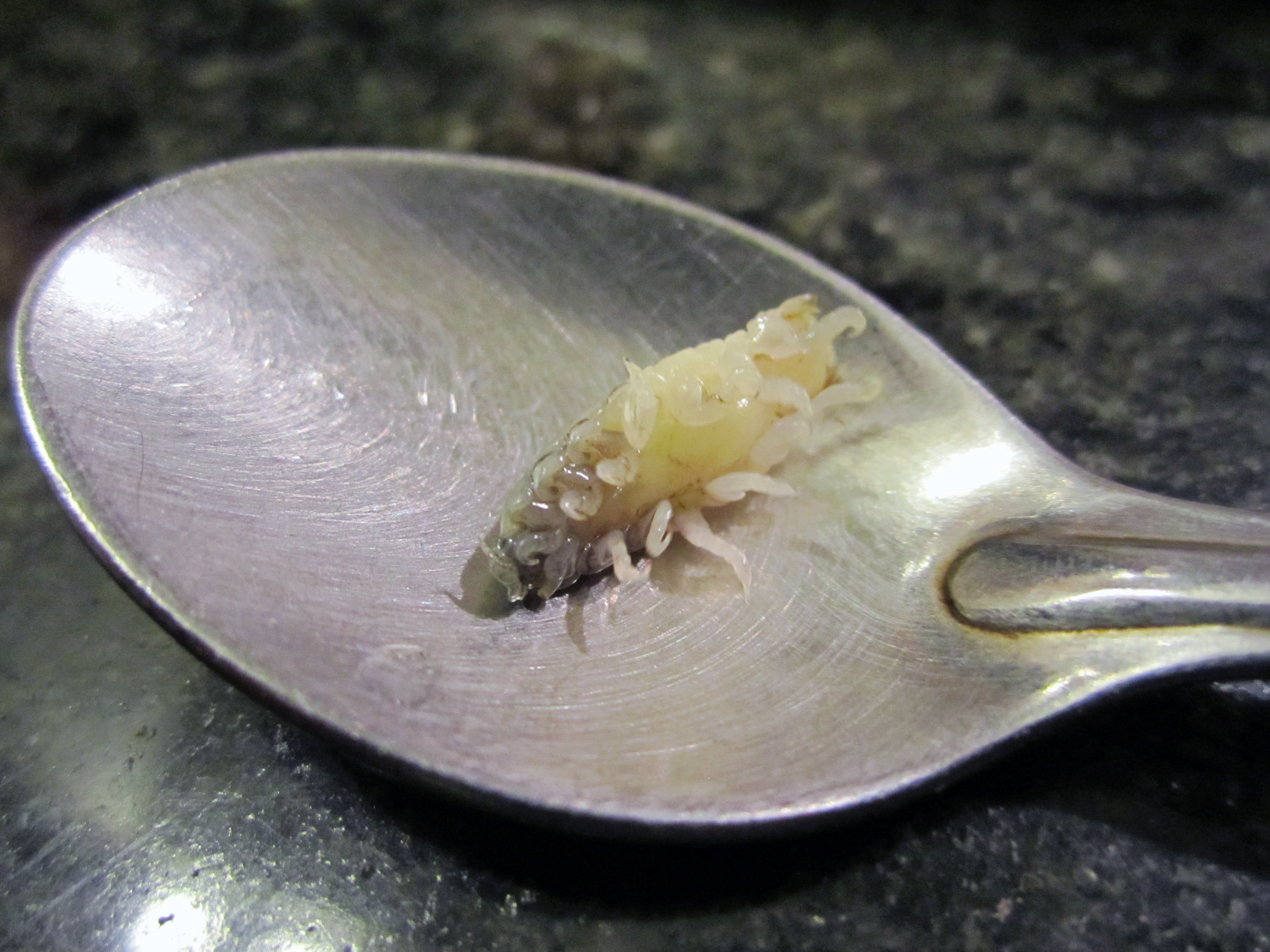
Um indivíduo da espécie "C. exigua" sendo mostrado em uma colher

Atualmente acredita-se que os C. exigua não sejam perigosos para humanos, apesar de reagirem com picadas se manipulados por um humano ou separados de seus hospedeiros.
Em Porto Rico, C. exigua foi o pivô de um processo legal contra uma grande rede de supermercado. Uma vez que é encontrado em peixes do Pacífico leste que são exportados para várias regiões do mundo, a contaminação pelo parasita é inevitável. O consumidor que entrou com o processo alegou que havia sido envenenado ao comer o isópode dentro do peixe. O caso foi extinto pois se sabe que isópodes não são venenosos para humanos e que alguns, inclusive, são consumidos como parte de uma dieta regular.